# 홋카이도
홋카이도(일본어: 北海道듣기 (도움말·정보), 아이누어: アィヌモシㇼ 아이누모시르, 문화어: 혹까이도)는 일본의 홋카이도 지방에 위치한 도(道)이자, 일본 열도를 이루는 4개 주요 섬(홋카이도, 혼슈, 시코쿠, 규슈) 중 하나로 일본 북단에 위치한 큰 섬이다. 도청 소재지는 삿포로시이다. 동쪽과 북동쪽에는 러시아가 관할하는 사할린섬과 쿠릴 열도가 있다.
16세기 이후 일본인들이 섬의 남쪽 끝에 정착지를 세우기 시작했는데, 당시까지도 홋카이도는 아이누족으로 알려진 섬의 원주민들이 거주하는 외국 영토로 여겨졌다. 에도 시대에 도쿠나이 모가미, 린조 마미야 등의 지리학자들이 섬을 탐험하기도 했으나 일본의 통치는 17세기까지 오시마반도에 국한되었다. 17세기에 일본인 정착민들이 홋카이도로 이주하기 시작했고, 이로 인해 일본인과 아이누인 사이에 종종 충돌과 반란이 일어났다. 1869년 메이지 유신 이후 에조는 일본에 공식적으로 병합되었고 홋카이도(北海道)로 개칭되었다. 이후 일본이 홋카이도를 본격적으로 식민화하면서 아이누인들은 땅을 빼앗기고 순식간에 일본에 동화되어 사라져 갔다.
47개 도도부현 가운데 유일한 도(道)이며, 아시아에서 불곰이 서식하는 몇 안되는 곳이다. 브랜드종합연구소에 의하면 도도부현 매력도 순위에서 2019년 기준 11년 연속 1위를 차지하였으며, 관광산업, 상품구매 의욕도에서도 1위를 차지하고 거주 의욕도에서는 3위를 차지해 각 의욕에서 높은 평가를 받고 있다.

## 명칭
홋카이도 지역은 과거 일본인들에게는 에조 민족이 산다 하여 에조치로 알려져 있었다. 홋카이도라는 이름은 8세기 후반에 성립된 고키시치도의 사이카이도(西海道), 난카이도(南海道), 도카이도(東海道) 등의 도 이름을 모방한 것으로, 명명자는 에도 막부 말기에 에조치를 탐험한 마쓰우라 다케시로로 알려져 있다.
마쓰우라는 아호를 홋카이도진(北海道人)이라고 지을 정도로 에조치에 대한 관심이 깊었다. 1889년 그는 에조치를 대체할 명칭으로 홋카이(北加伊), 가이호쿠(海北), 가이토(海島), 도호쿠(東北), 지시마(千島), 히다카미(日高見)의 6가지 후보를 제안했다. 마쓰우라는 의견서에서 가이(加伊)는 선주민인 아이누인들이 이 섬을 부르는 명칭이라고 설명하고 있다. 이 가이를 같은 발음의 가이(海)로 바꾸어, 고키시치도의 명칭을 모방해 홋카이도(北海道)로 정했다.
후술한 바와 같이 1886년부터 1947년까지 홋카이도를 관할한 지방행정관청은 홋카이도청이었다. 이 경우 「홋카이도」는 단순한 지역 호칭으로 「홋카이도청」이 「도쿄부」나 「아오모리현」등과 나란히 놓여진 관청의 이름이다(사할린과 사할린청의 관계와 같다). 이 「홋카이도청」은 현재 이용되고 있는 지방자치체의 중앙 관청이 아니다. 1901년 홋카이도 회법 및 홋카이도 지방비법이 공포·시행되어 「홋카이도회」라는 의회를 가지는 지방자치체가 되었지만, 자치체로서는 「홋카이도 지방비」라고 불렸다. 전후 1946년의 제1차 지방 제도 개혁으로 시제·정촌제·도쿄도제와 함께 부현제가 개정되었을 때, 홋카이도회법과 홋카이도 지방비법이 폐지되어 도부현제로 통합되었다. 또 개정 법률의 부칙 규정에 의해 종래 「홋카이도 지방비」라고 불리고 있던 자치체를 「도」라고 부르기로 했다. 지방행정 관청으로서의 홋카이도청은 1947년 지방자치법 시행에 의해 '홋카이도청 관제'와 함께 폐지되어 동법에 근거한 보통지방 공공단체로서의 홋카이도가 되었다.

## 지리
홋카이도는 북위 41도~45도, 동경 139~145도에 위치해 있다.

### 지형
홋카이도섬은 면적이  77,983.9 km2으로 일본 열도에선 혼슈 다음으로 2번째, 세계에선 21번째로 큰 섬이다. 아이슬란드섬(102,775)이나 이와 비슷한 남한 면적의 9분의 7 정도 크기이다.
홋카이도에서 가장 인기가 많은 두 여행지 삿포로-하코다테만 458.4km(무로란 본선: 423.1km, 사와라 지선: 35.3km)나 떨어져 있는데다, 역의 갯수만 해도 97개(본선: 88, 지선: 11, 신호장을 제외함), 기차로 편도 4시간(왕복 8시간) 넘게 걸릴 정도로 멀리 떨어져 있어 당일치기로 여행을 끝낼 수 있는 수준이 아니다.
남쪽의 혼슈(아오모리현)와는 쓰가루 해협을 사이에 두고 있으나 세이칸 터널을 통해 연결되어 있다. 북쪽은 소야 해협을 사이에 두고 러시아의 사할린섬하고 접해 있으며, 동쪽은 쿠릴 열도와 마주해 있다. 서쪽은 동해, 남동쪽은 태평양, 북동쪽은 오호츠크해에 접해 있다.
넓은 면적을 차지하는 평평한 산지는 표고 300m 이하의 평지, 그리고 현저히 발달한 해안단구는 홋카이도 지형의 큰 특색이다.
삿포로시와 도마코마이시를 연결하는 선을 경계로 주부와 남서부로 크게 나뉘며, 남북으로 달리는 중앙산지와 동북방에서 이와 교차되는 산지가 주부의 골격을 형성하고 있다.
중앙산지를 경계로 주부는 동부와 서부로 나뉘며, 동부에서는 다이세쓰(大雪)·도카치(十勝) 화산군과 시레토코(知床)·구차로(屈斜路)·메아칸(雌阿寒)의 화산군이 동부화산지대를 형성하고 있다. 서부에서는 중앙산지와 데시오(天塩)·유바리(夕張) 산지 사이에 돈베쓰 평야(頓別平野)·나요로 분지(名奇盆地)·가와카미 분지(川上盆地) 등이 연속하여 중앙저지대를 형성하고, 이시카리 강(石狩川)은 이시카리 산지에서 가와카미 분지·이시카리 산지를 흐르고 데시오강(天塩川)은 기타미 산지(北見山地)에서 나요로 분지·데시오 평야를 흘러 각기 동해로 들어간다.
한편 오쿠리시섬(奥尻島)·오시마섬(大島)·고지마섬(小島)은 북방의 리시리섬·레분섬·데우리섬과 더불어서 동해의 도열(島列)을 형성하고 있다.
홋카이도는 크게 동체부에 해당하는 마름모꼴 부분과 남서쪽의 반도부(도시마 반도를 포함)로 이루어진다. 동체부는 남북으로 에조산계로 불리는 산지군이 관통해 홋카이도의 척량을 이루고 있다. 에조 산계는 남쪽의 히다카 산맥에서 시작해 동쪽의 이시카리 산지·기타미 산지와 서쪽의 유바리 산지·데시오 산지로 분기하고 있으며, 이 두 줄 사이에는 후라노 분지·가미카와 분지·나요로 분지 등의 분지열이 형성되고 있다. 돈베쓰 평야로부터 이 분지열을 지나, 무카와의 카와타니로 빠지는 저지대를 홋카이도 중앙 오목지대라고 부른다.
홋카이도 동부는 지토코의 연장인 시레토코 반도·네무로 반도나 아칸의 산들이, 각각 북동-남서의 산열을 이루면서 전체적으로는 동서로 뻗어 있다. 이 북쪽으로는 기타미 산지에서 완만한 경사가 해안 근처까지 이어져 평야는 적지만 남쪽으로는 도카치 평야, 곤센 대지 등의 대평야가 형성되어 있다. 동체부와 반도부 사이의 지역은 이시카리만에서 이시카리 평야, 유후쓰 평야를 지나 태평양으로 빠지는 이시카리 저지대이다. 이곳에는 인구 약 200만을 가진 삿포로시나 지토세시, 도마코마이시 등이 있어 홋카이도에서 가장 인구가 집중된 지역이다.
반도부에는 이시카리 저지대의 서쪽에 위치하는 남서부 산지와 그 남서쪽으로 뻗은 와타시마 반도가 있고, 사이에 태평양측으로부터 우치우라만(분화만)이 들어온다. 오시마반도는 동북일본호 내대의 연장부에 해당해 오시마 산지가 있다. 와타리시마 산지와 남서부 산지의 사이에는 동해 측의 슷토정으로부터 우치우라만에 걸친 저지가 있어 구로마츠나이 저지대라고 한다.
홋카이도의 주요 고봉은 에조산계와 쿠릴호가 만나는 중앙부의 이시카리산지(다이세쓰산 연봉, 도카치다케 연봉 등)와 그 남쪽으로 이어진 히다카산맥에 집중돼 있다. 최고봉은 다이세쓰산인 아사히다케로 해발고도 2,291m이다. 남서부 산지에는 에조후지로 불리는 요테이산 등의 산이 있다(홋카이도 산 목록도 참조).
일급수계는 13수계가 있다. 이시카리강, 데시오강, 도카치강, 구시로강, 아바시리강, 조로강, 유베쓰강, 나기사나루강, 루모이강, 무카와강, 시리베쓰강, 고시리베쓰강. 호수로는 아칸호, 오누마, 굿샤로호, 사로마호, 시코쓰호, 도야호, 마슈호, 우토나이호, 아바시리호, 노토리호, 후렌호 등이 있다.
인접 현은 아오모리현으로 아오모리현을 비롯해 홋카이도와 각 도부현은 육로, 자전거, 도보로는 이동이 불가능하다. 비행기, 선박, 세이칸 터널을 통해 홋카이도 신칸센 승차 중 하나가 필수이며, 모두 운임이 든다.

### 기후
북위 41도~45도에 위치해 있기 때문에 서안 해양성 기후(Cfb)를 볼 수 있는 도난 지방의 일부 연안 지역을 제외하면 거의 전역이 냉대 습윤 기후(Dfa, Dfb, Dfc)와 같이 매우 한랭한 기후가 나타며, 특히 겨울에 눈이 많이 내리기 때문에 설경이 아름답다. 여름과 겨울의 온도차가 큰 탓에 겨울에 눈이 한 번 내리면 굳어져서 잘 녹지 않는다.
워낙 고위도 지역에 위치해 있는 탓에 10월부터 겨울이 시작되며 겨울 동안에 한 번 내려서 쌓인 눈은 이듬해 4월이나 되어야 녹기 시작한다. 도내 전역이 폭설 지대이고 일부 지역은 특별 폭설 지대로 지정되어 있다.
도호쿠(道北), 도토(道東)는 추위가 매우 심하고 연안부를 제외한 거의 전역이 가장 추운 달의 평균 기온이 영하 8도 이하이고 영하 20도 이하까지 내려가는 일이 많다. 가끔 영하 40도 이하로 내려가는 경우도 있으며, 최북단 지역 벤텐섬에는 툰드라 기후도 나타난다.
지역적으로 동측 기후(오호츠크형·홋카이도개형)·태평양측 기후(동부 홋카이도형)에 속한다.
- 동해측 기후(오호츠크형) : 소야 지청 남부·아바시리 지청의 대부분
- 동해측 기후(홋카이도형) : 소야 지청(남부를 제외한)·가미카와 지청·루모이 지청·소라치 지청·이시카리 지청·시리베시 지청·히다카 지청의 일부·이부리 지청의 대부분 히야마 지청·오시마 지청
- 태평양측 기후(동부 홋카이도형) : 아바시리 지청의 일부·네무로 지청·구시로 지청·도카치 지청·히다카 지청의 대부분 이부리 지청의 일부

- 해양성 기후 : 소야 지방·루모이 지방·이시카리 북부·시리베시 북부·시리베시 서부·몬베쓰 지방·아바시리 서부·아바시리 동부·네무로 지방·구시로 남동부·구시로 남서부·도카치 중부·도카치 남부·이부리 지방·히다카 지방·도시마 지방·히야마 지방.
- 대륙성 기후 : 가미카와 지방·소라치 지방·이시카리 중부·이시카리 남부·히야마 지방·기타미 지방·아바시리 남부·구시로 북부·구시로 중부·도카치 북부.

### 섬으로서의 홋카이도
홋카이도 본섬은 면적 77,983.90 제곱킬로미터(km2), 최고 표고 2,291미터(m)이다. 혼슈, 시코쿠, 규슈와 함께 일본 열도를 구성하는 4개의 주요 섬 중 하나이며 홋카이도 본섬은 일본의 국토 면적의 약 20%를 차지해 혼슈의 약 3분의 1, 규슈의 약 2배, 시코쿠의 약 4배에 이른다.
위의 4개 섬 중에서는 유일하게 섬 이름과 지방공공단체명이 같고 1도만으로 관할하는 섬이다. 일본의 섬 중에서는 혼슈에 이어 제2위, 세계의 섬 중에서는 아일랜드섬에 이어 제21위의 크기이다.
에도시대까지는 일반적으로 쿠릴 열도(千島)와 가바타를 포함해 에조가섬, 본섬 단독으로는 에조지(江戸夷地), 호쿠슈(北州), 쥬슈(十州) 등으로 불렸으나 1869년 고대 일본 율령제의 광역 행정구역인 '오기칠도(五氣七道)'의 7개 '도(道)'에 따라 홋카이도(北海道)'로 명명되었다.
또한 지질학이나 고고학 등에서는 홋카이도섬이라는 명칭도 사용된다.

### 일본의 지역으로서의 홋카이도 지방
'홋카이도' 1도로 이루어진 지방을 홋카이도 지방이라 하며, 인구 5,475,783명으로 도도부현 순위 제8위, 면적 83,456.75km2로 도도부현 순위 제1위, 이는 일본 총면적의 약 20%(22.9%)에 해당한다.
또한 국토교통성에 의한 일본의 14개 지역 구분 중 하나인 홋카이도도 '홋카이도'1도로 구성된다.
「홋카이도」에는 179개의 시정촌(35시 129정 15촌), 64개의 군이 있다(이외 북방 영토에 5군 6촌이 있다).홋카이도에서는 모리정(모리초)을 「모리마치」라고 읽는 것 이외에는 마을은 모두 「마치」라고 읽는다.

### 지방자치단체로서의 홋카이도
홋카이도 본섬과 부수되는 섬들(리시리섬, 레분섬, 오쿠시리섬, 아마우리섬, 야케시리섬, 오시마섬, 시코탄섬, 등), 쿠릴열도로 이루어진 지방자치단체가 '홋카이도'이며 47개 도도부현 중에서 유일한 '도(道)'이다.

### 홋카이도청
홋카이도는 전체로 하나의 행정 구역이 되었으며, 제2차 세계 대전 후의 지방자치법으로 다른 도부현(都府県)과 함께 보통지방공공단체가 되었다. 홋카이도청은 삿포로시 주오구에 놓였다.
역사적으로는 메이지 정부는 홋카이도에 개척사를 두고 있었다. 같은 시기에 도남의 마쓰마에 지방에는 다테현, 히로사키현, 아오모리현의 관할 지역이 존재했던 적이 있다. 마쓰마에 지방에서는 판적봉환에 의해 마쓰마에번이 다테 번치가 되고, 폐번치현으로 다테현이 성립했다 다테현은 히로사키현에 병합되고, 히로사키현은 아오모리현이 되었지만, 아오모리현에서는 여러 차례에 걸쳐 마쓰마에 지방의 관할 면제, 개척사로부터는 같은 지방 관할 원출이 이루어졌기 때문에 1872년에 마쓰마에 지방도 개척사에게 이관되었다.
홋카이도에 놓인 개척사는 개척사 10년 계획이 끝나자 1882년에 폐지되고 홋카이도에 삿포로현·하코다테현·네무로현이 탄생했다. 그러나 비효율적이고 개척의 결실이 없다는 비판이 많아 내각제도 발족에 의한 기구 개혁과 함께 3현을 폐지하고 홋카이도 전체를 관할하는 홋카이도청이 설치되었다.

### 종합진흥국·진흥국(지청)
홋카이도는 일본 지방자치법 제155조 제1항에 의거해 지청을 설치하도록 되어 있고, '홋카이도 종합진흥국 및 진흥국의 설치에 관한 조례'에서 명칭이 '홋카이도 종합진흥국 또는 홋카이도 진흥국'으로 되어 있다. 각 종합진흥국 및 진흥국은 납세증명서의 발행 및 여권 발급 등의 창구 업무는 소관구역별로 하는 편이 효율적으로 업무를 담당하고 있다.
2008년 6월 28일 홋카이도의회에서 기존에 있던 14개 지청을 9개 종합진흥국으로 재편하고 종합진흥국의 출장소로 5개 진흥국만을 설치하는 내용의 조례가 가결되었다. 그러나 히야마 지청, 히다카 지청, 루모이 지청, 네무로 지청 측의 소재지를 보유한 관내 각 지자체는 주민들의 반발이 높아져 지역경제 악화가 가속화될 것으로 우려했고, 또한 재편 과정에서 필요한 공직선거법 개정이 연기되어 당초 계획이었던 2009년 4월 1일에 시행이 불가능해졌다.
결국 조례는 없던 일로 되어 2009년 3월 31일 도의회에서 '홋카이도 종합진흥국 및 진흥국 설치에 관한 조례'가 개정되어 종합진흥국·진흥국으로 개칭한 후에도 모두 동격 지청으로서 존속하게 되었다. 다만 종합진흥국은 인접한 진흥국 관내의 광역행정을 담당할 수 있으며 해당 진흥국은 조례로 규정되어 있다.
이 개정에서는 아바시리 지청이 오호츠크 종합진흥국이 되는 것 이외에는 명칭은 기존의 지청명이 계승되었다. 또한 호로노베정이 구 루모이 지청 관내에서 소야 종합진흥국 관내로, 호로카나이정은 구 소라치 지청 관내에서 가미카와 종합진흥국 관내로 옮겼다.

## 행정 구역

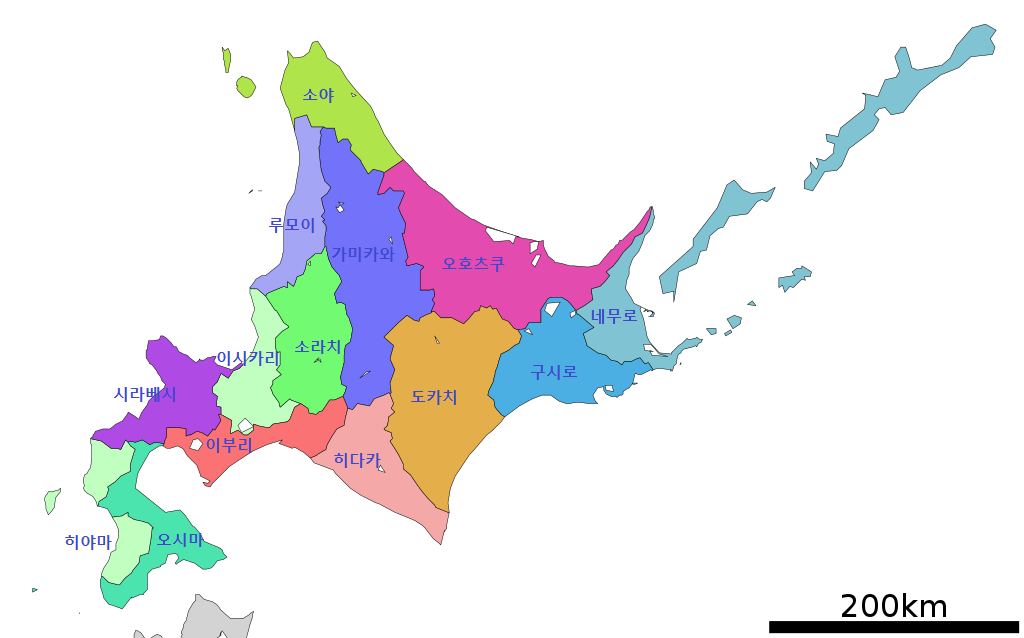
홋카이도 진흥국 구역

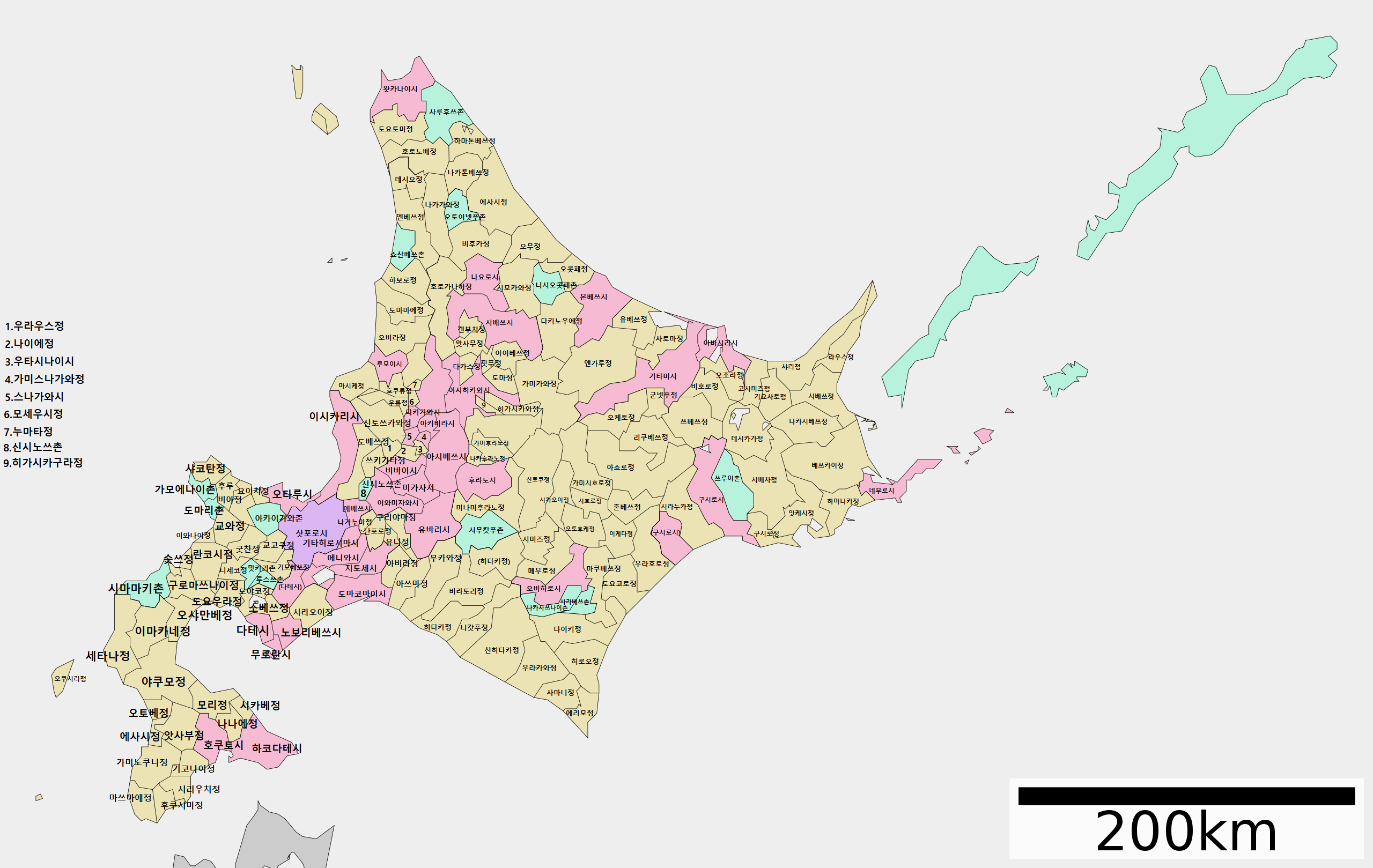
홋카이도 행정구역

### 도오 지방
- 이시카리 진흥국(石狩振興局)
- 소라치 종합진흥국(空知総合振興局)
- 시리베시 종합진흥국(後志総合振興局)
- 이부리 종합진흥국(胆振総合振興局)
- 히다카 진흥국(日高振興局)

### 도난 지방
- 오시마 종합진흥국(渡島総合振興局)
- 히야마 진흥국(檜山振興局)

### 도호쿠 지방
- 가미카와 종합진흥국(上川総合振興局)
- 루모이 진흥국(留萌振興局)
- 소야 종합진흥국(宗谷総合振興局)

### 도토 지방
- 오호츠크 종합진흥국(オホーツク総合振興局)
- 도카치 종합진흥국(十勝総合振興局)
- 구시로 종합진흥국(釧路総合振興局)
- 네무로 진흥국(根室振興局)

## 지역 구분
일반적인 구분은 여러 가지가 있는데, 여기서 그 일례를 들면 아래와 같다.
- 도난(道南, 도남) 지방 - 와타시마·히야마 진흥국 관내
- 도오(道央, 도앙) 지방 - 이시카리·고시·소라치·이부리·히다카의 5진흥국 관내, 다이세쓰 지구(가미카와 종합진흥국의 시오카리고개 이남, 아사히카와 후라노 지구)
- 도호쿠(道北, 도북) 지방 - 소야·루모이 진흥국 관내, 데시오 지구(가미카와 종합진흥국의 시오카리고개 이북), 몬베쓰 지구
- 도토(道東, 도동) 지방 - 도카치·구시로·네무로 등 3개 진흥국 관내·기타미 아바시리 지구(오호츠크 종합진흥국 이동)

이부리·히다카·고시를 도남으로 구분하고 오호츠크의 키타미 아바시리 지구를 도북으로 구분하거나 혹은 가미가와의 다이세츠 지구(아사히카와 후라노 지구)나 소라치의 후카가와 지구를 도북으로 구분하거나 하는 예도 볼 수 있다.

## 경제
홋카이도 내 총생산의 산업별 구성비는 1차 산업이 3.3%, 2차 산업이 22.4%, 3차 산업이 76.7%이다(2000년). 일본 전체와 비교해서 1차 산업, 3차 산업의 비율이 높고, 2차 산업, 특히 제조업의 비율이 작다.
그러나 농업은 홋카이도 경제에서 중요한 역할을 한다. 일본의 총 경작 가능한 땅의 4분의 1이 홋카이도에 있다. 쌀, 보리, 감자, 고구마, 양파, 호박, 메밀, 우유, 소고기의 생산량은 전국에서 1위이다. 홋카이도의 삼림은 또한 일본 삼림의 22%를 차지해 임업이 상당한 규모를 이룬다. 그 밖에도 홋카이도는 수산물의 생산량이 전국 1위이다.
관광업은 홋카이도의 중요한 산업으로 특히 시원한 여름 덕분에 본토의 더위와 습기를 피해 많은 사람들이 찾는다. 겨울에는 스키를 포함한 동계 스포츠를 즐기기 위해 국내외의 많은 사람들이 방문한다.

### 기타 지역 구분
홋카이도는 [[도호쿠 지방]에 니가타현을 더한 면적에 필적할 정도로 광대하기 때문에 아사히카와시, 하코다테시, 구시로시 등 3개 시에 혼슈 이남의 경우, 도부현청 소재지에만 설치되는 기관이 설치되는 예가 있다.
국가출처기관의 지국 등이 삿포로시·아사히카와시·하코다테시·구시로시에 설치될 경우에는 대체로 진흥국을 분할하지 않고 해당 지국 등이 설치되는 진흥국과 인근 진흥국을 관할하게 된다.
일부 기관의 경우에는 역사적 경위·지리적 상황에 따라 진흥국을 분할하여 관할하는 경우가 있다.
일본은행의 관할은 하코다테지점이 와타리시마·히야마2진흥국, 구시로지점은 구시로·네무로·도카치3진흥국을 담당하고 그 외 삿포로 지점이 관할하는데 그 중 아사히카와 사무소의 관할이 가미카와, 오호츠크, 소야, 루모이4진흥국으로 되어 있다.
또 도내의 방송국은 7 지역으로 분할된다.자세한 것은, 홋카이도의 보도 매체의 일람을 참조.

## 역사
초기 역사
조몬 시대에는 수렵 채집 문화가 번성했으며 그 흔적을 약 15,000년 전까지 거슬러 올라갈 수 있다. 혼슈 섬과 달리 홋카이도는 이 시기에 분쟁이 없었다. 자연 영혼에 대한 조몬 시대의 신앙이 아이누 영성 개념의 기원이라는 가설이 있다. 기원후 3세기경 일본 열도의 남부에서는 야요이인들이 들어와 대규모 수전(水田) 농사를 전개하며 야요이 시대가 시작되었나 홋카이도는 기원후 7세기경까지 조몬시대와 유사한 생활방식을 유지하였으며, 이 시기를 일본 학계에서는 속조몬시대라고 부른다.
7세기 후반부터는 혼슈의 토기의 영향을 받은 사쓰몬 문화가 나타나기 시작했으며 혼슈의 야요이인들과 교류한 흔적이 보인다. 이들은 수렵채집과 함께 어업과 식용 식물 재배도 병행했다고 생각된다. 12세기경에는 야요이인으로부터 들어온 철기 무기가 쓰이기 시작했다. 한편, 이와 별개로 어업과 수렵채집을 행하는 아무르강 유역에서 유래한 오호츠크 문화가 북방으로부터 사할린섬을 거쳐 5세기경 홋카이도에 도래했는데, 한때 북부와 동부에서 번성했으나 사쓰몬 문화를 계승한 아이누 문화의 세력에 밀려 서서히 사라졌다. 이렇게 사쓰몬 문화를 바탕으로 야요이인과 오호츠크인의 영향을 받아 13세기경 성립한 아이누 문화는 이후 야요이인들이 본격적으로 홋카이도로 입식하기 시작할때까지 이어지게 된다.
야마토인과의 접촉
서기 720년에 완성된 일본서기가 역사상 홋카이도에 대한 첫 번째 기록으로 여겨진다. 본문에 따르면 아베노 히라후는 658년부터 660년까지 대규모의 해군과 군대를 이끌고 북부로 가서 미시하세, 에미시와 접촉하였다. 히라후가 간 곳 중 하나는 와타리시마로, 종종 오늘날의 홋카이도로 여겨진다. 그러나 당시의 역사에 관하여서는 불분명한 점이 많아, 와타리시마의 위치나 와타리시마의 에미시족이 현재의 아이누족의 조상인지 여부를 포함하여 이 사건의 상세에 관해서는 많은 이론들이 존재한다.
나라 시대와 헤이안 시대(710년~1185년)부터 이미 홋카이도 사람들은 일본 중앙 정부의 전초기지였던 데와국과 무역을 했다. 중세 시대부터 홋카이도 사람들은 에조라고 불리기 시작했고, 이후 홋카이도는 에조치 또는 에조가시마로 알려지게 되었다. 에조는 주로 수렵과 어업에 의존했고, 일본과의 무역을 통해 쌀과 철도 얻었다.
봉건 시대
무로마치 시대(1336년~1573년)에 일본인들은 오시마반도의 남쪽에 시노리다테와 같은 일련의 요새화된 거주지를 건설했다. 더 많은 사람들이 전란을 피해 정착지로 이주해오면서 일본인과 아이누인 사이에 분쟁이 일어났고, 이는 결국 전쟁으로 발전했다. 다케다 노부히로는 1457년 아이누의 지도자 코사마인을 죽이고 반대파를 물리쳤다. 노부히로의 후손들은 아즈치모모야마 시대와 에도 시대(1568년~1868년)에 아이누족과 독점적인 무역권을 부여받은 마쓰마에번의 통치자가 되었다. 마쓰마에 가문의 경제는 아이누족과의 무역에 의존했다. 그들은 에도 시대 말까지 에조치의 남쪽을 지배했다
아이누에 대한 마쓰마에 씨족의 통치는 일본 봉건국가의 확대라는 맥락에서 이해되어야 한다. 혼슈 북부의 중세 군사 지도자 (ex. 후지와라 북부는 후지와라 막부 및 그 대리인 가마쿠라 막부, 아시카가 막부와는 정치적, 문화적 유대관계가 희박했다. 봉건적 강자들은 때때로 중세 제도적 질서에 자신들을 위치시켜 막부 직함을 취하기도 하고, 다른 때에는 외국인 정체성을 주는 직함을 취하기도 했다. 실제로 봉건 강자들의 상당수는 일본 사회에 동화된 에미시 군사 지도자들의 후손이었다. 마쓰마에 씨족은 다른 일본인과 마찬가지로 야마토 씨족이었고, 혼슈 북부의 에미시 씨족은 아이누족과 구별되는 종족이었다. 에미시족은 8세기까지 거슬러 올라가는 일본의 국가로 정복되고 통합되었고, 그 결과 그들이 소수 민족이 되면서 그들의 독특한 문화와 민족성을 잃기 시작했다. 마쓰마에 가문이 아이누를 지배할 무렵, 대부분의 에미시 가문은 아이누 가문에 비해 일본인과 인종적으로 혼혈되어 있었다. 이로부터 "변신" 이론은 조몬족이 야호쿠 지방으로 유입되면서 조몬족이 점차 변해갔다고 가정하고, 조몬족이 야호쿠 지방으로 대체되었다고 가정하는 "대체" 이론과 대조된다.
봉건 통치에 대한 아이누인들의 수많은 반란이 있었다. 마지막 대규모 저항은 1669년부터 1672년까지 이어진 샤쿠샤인의 반란이었다. 1789년, 메나시-쿠나시르 반란이 진압되었다. 그 반란 이후, "일본인"과 "아이누인"이라는 용어는 명확하게 구별되는 집단을 의미했고, 마쓰마에족은 분명히 일본인 측이었다.
존 A에 따르면. 1868년 이전에 일본은 홋카이도, 사할린, 쿠릴 열도를 영유권 주장으로 근접성을 사용했지만, 일본은 그 지역을 실제로 탐험하거나 지배하거나 착취한 적이 없었고, 러시아의 북동 태평양 지역으로의 이동과 캄차카, 사갈리엔, 그리고 쿠릴 열도에 대한 러시아의 정착에 의해 이러한 주장은 무효화되었다.
메이지 유신으로 이어지는 동안, 도쿠가와 막부는 러시아의 침공에 대비하여 북부 방어의 필요성을 깨닫고 에조치의 대부분을 장악했다. 많은 일본 정착민들은 아이누인들을 "비인간적이고 개의 열등한 후손"으로 여기며 차별대우했다. 막부는 또한 아이누족에게 다양한 동화 정책을 시행하여 이들의 정체성은 빠르게 사라져 갔다.
메이지 유신
홋카이도는 메이지 유신 때까지 에조치로 알려져 있었다. 1868년 보신 전쟁 직후, 에노모토 다케아키가 이끄는 도쿠가와 가문의 충신들이 일시적으로 섬을 점령하고 에조 공화국을 선포했지만, 1869년 5월에 반란은 진압되었다. 에조치는 식민지를 통해 일본 영토에 병합되었고 홋카이도(北海道)로 개칭되었다. 이후 에조치는 하코다테 현 하코다테 부의 지배하에 놓이게 되었다.
메이지 정부는 개발 위원회를 설립하고 새로운 이름을 도입하였다. 1869년 이후 일본 북부는 홋카이도(北海道)로 알려졌고, 오시마, 시리베시, 이부리, 이시카리, 데시오, 기타미, 히다카, 도카치, 구시로, 네무로, 지시마 국이 설치되었다.
개발위원회의 주된 목적은 러시아가 블라디보스토크를 넘어 극동 지역에 대한 통제권을 확장하기 전에 홋카이도를 확보하는 것이었다. 일본군은 원주민들의 저항으로 섬의 내륙 저지대에 쉽게 정착하지 못했다. 저항군은 결국 파괴되었고, 저지대는 위원회의 통제하에 놓였다. 일본인들의 가장 중요한 목표는 농가 인구를 늘리고 이민과 정착을 위한 유리한 환경을 조성하는 것이었다. 그러나 일본인들은 현대 농업 기술에 대한 전문 지식이 없었고 원시적인 광업과 벌채 방법만 가지고 있었다. 쿠로다 키요타카 이 프로젝트를 담당하게 되었고, 도움을 요청하기 위해 미국으로 돌아갔다.
그의 첫 걸음은 미국으로 가서 율리시스 S. 그랜트 대통령의 농업 담당 위원인 호레이스 캐프론을 영입하는 것이었다. 1871년부터 1873년까지 카프론은 서양의 농업과 광업을 탐구하는 데 노력을 기울였고, 결과는 엇갈렸다. 그의 노력에 대한 장애물에 좌절된 카프론은 1875년에 고향으로 돌아왔다. 1876년, 윌리엄 S. 클라크는 삿포로에 농업 대학을 설립하기 위해 도착했다. 1년밖에 남지 않았지만, 클라크는 일본인들에게 기독교뿐만 아니라 농업에 대한 그의 가르침으로 영감을 주면서 홋카이도 주민들에게 지속적인 인상을 남겼다. "소년들이여, 야망을 가져라!"라는 그의 이별의 말은 오늘날까지 홋카이도의 공공 건물에서 찾아볼 수 있는 유명한 명언이다. 홋카이도의 인구는 그 10년 동안 58,000명에서 240,000명으로 급증했다.
1882년, 개발 위원회는 폐지되었다. 현은 하코다테현, 삿포로현, 네무로현으로 나뉘어져 현의 행정 업무를 수행하고 엄격한 통제를 받았다. 1886년 3개 현이 강등되고 홋카이도는 홋카이도청에 속하게 되었다. 홋카이도의 각 개발 지청들은 2차대전 이전보다 훨씬 자치권이 축소되었으나 오늘날에도 여전히 행정구역으로서 존재한다.
제2차 세계 대전과 이후
1945년 7월 중순, 홋카이도의 여러 항구와 도시, 군사 시설이 미국 해군 기동부대의 공격을 받았다. 7월 14일부터 15일까지 홋카이도 남부 해안과 혼슈 북부의 항구들에서 기동부대의 항공모함들이 침몰하여 많은 선박들이 파손되었다. 또한 7월 15일에는 3척의 전함과 2척의 경순양함이 무로란시를 폭격했다. 일본의 항복이 공식화되기 전 소련은 홋카이도 침공을 준비했으나 해리 트루먼 미국 대통령은 1943년 카이로 선언에 따라 일본 "본토"의 모든 항복은 더글러스 맥아더 장군이 수행할 것임을 분명히 했다.
전후 홋카이도는 1947년 개정된 지방자치법이 시행되면서 다른 현들과 동등하게 되었다. 일본 정부는 1949년 홋카이도 총리실의 기관으로 홋카이도 개발청(홋카이도 가이하쓰초)을 설치하였다. 이 기관은 2001년에 국토교통부에 흡수되었다. 홋카이도 지방 개발국(홋카이도 지방 개발국)과 홋카이도 지방 개발국(홋카이도 가이하쓰쿄쿠)은 여전히 홋카이도의 공공 건설 사업에 강력한 영향력을 행사하고 있다.

## 경제·산업

### 제1차 산업
홋카이도는 식량기지를 자칭할 정도로 농업이 번성하고 있으며 전국의 약 12%에 해당하는 1조 579억 엔이 농업은 2003년에 산출되었다. 보리, 고구마 등의 밭농사도 전국 평균에 비해 비율이 높고, 천채, 감자, 밀 등 생산량이 일본 제일인 품목이 많다. 그 중에서도 도내 농업산출액의 약 37%를 차지하는 것은 젖소이며, 생우유 생산량은 전국의 약 54%를 차지하고 있으며 또한 히다카 진흥국을 중심으로 서러브레드 등의 경종마 생산도 활발하다.
농가 1호당 경지면적은 16.9헥타르(2002년)로, 다른 도도부현에 비하면 13배에 달한다. 이는 단순히 땅이 넓기도 하지만 홋카이도의 각 지방의 기후조건에 맞는 농업이 발달하면서 개척 당시부터 대규모화된 점, 농촌부에서 겸업 기회가 적기 때문에 전업농이 많아 이농하는 사람이 많았기 때문에 주변 농가가 이농지를 흡수 합병해 규모를 확대해 온 것도 그 요인으로 꼽힌다.
2007년 4월, 일본과 호주 간의 자유무역협정을 골자로 하는 경제연합회휴협정(일호 EPA/FTA)에 관한 교섭이 양국 간에 개시되었다.동 협정이 체결되어 농산물의 관세가 철폐되었을 경우, 호주산 농산물의 수입증가로 홋카이도 농업은 큰 타격을 받아 새로운 재원을 전혀 확보할 수 없다고 하면 홋카이도 경제 전체에서 약 1조 3700억 엔의 경제적 손실이 발생하여 약 8만 8000명이 실직할 것으로 홋카이도는 추산하고 있다. 이것이 현실이 되면 농업·낙농 뿐만 아니라 도내 소비와 타산업까지, 홋카이도 척식은행의 파탄을 훨씬 넘는 영향이 미친다고 여겨져 도 재정의 파탄·재정 재건 단체 전락의 가능성도 지적되고 있다.
소야 종합진흥국·구시로 종합진흥국·네무로 진흥국은 기후가 경작에 적합하지 않기 때문에, 아한대 습윤 기후를 이용한 낙농이 번성하다. 구시로 종합진흥국, 네무로 진흥국에서는 농가 1호당 경지면적은 60.3헥타르(2003년)에 달하며 무네타니 종합진흥국은 99%가 목초지이다. 대규모 경영으로 인해 농가의 소득수준은 높아 홋카이도의 농가 1호당 농업소득은 약 580만 엔이다. 이 지역은 그 밖에 육우 생산도 하고 있다.
벼농사는 주로 소라치 종합진흥국·가미카와 종합진흥국 등에서 이루어지고 있다. 대표 종목은 유키히카리, 키라라397, 호시노유메, 나나쓰보시, 후쿠린코, 아련히쓰키, 유메비리카. 특히 가미카와 중부(아사히카와시 주변)의 쌀은 쌀 1등미 비율이 높고 품질 좋은 것으로 알려져 있다. 와타리시마 종합 진흥국은 비교적 축산이 번성하고, 고시 종합 진흥국은 요이치정·니키정을 중심으로 과수의 생산이 번성하였고, 양제산 자락은 감자의 산지이다.
소라치 종합진흥국은 벼농사외, 북부에서 메밀, 남부에서 양파도 생산하고 있다. 특히 메밀 수확량은 호로카나이쵸가 전국 1위, 후카가와시가 제2위, 오토이넷푸촌이 제3위, 아사히카와시가 제4위이다.
가미카와 종합 진흥국은, 벼농사외 야채의 생산이 번성하였고. 양파, 감자, 당근, 옥수수, 아스파라거스, 양배추, 무, 버섯 등의 생산량이 많다. 또 콩·보리·소바·팥·천사이 등도 생산되고 있다. 나요로시는 아스파라거스의 생산량, 와칸쵸는 호박이 제일이며 쌀 생산량도 많다.
오호츠크 종합진흥국에서는 양파 감자 옥수수 천채의 생산량이 많으며, 기타미시는 양파의 산지로서 유명하고 낙농도 매우 활발하다.
수산업
도카치 종합진흥국은 밭농사가 번성하고 있으며 밀·천채·팥 등 콩류·옥수수 등의 생산이 많다. 최근에는 당근, 참마, 무 등의 채소류 재배도 활발하고, 오토후케 마을은 당근 생산량 일본 제일이다.낙농도 활발하다.
메이지 시대까지는 동해 연안에서 청어잡이가 번창하였다. 그 후 캄차카반도바다, 베링해바다에서의 북양어업이 비약적으로 성장해 태평양 연안에서 수산업이 발달했다.또 동시에 발전한 수산업은 홋카이도 공업의 기반이 되었다.
연어와 가리비가 도내 생산액의 각각 23%, 19%를 차지한다. 연어는 전국 생산량의 70%, 황태, 다시마는 80% 이상, 임연어는 97%를 차지한다.
1977년의 배타적 경제 수역(200해리 수역) 설정으로 원양 중심의 홋카이도의 어업은 큰 타격을 입었다. 그러나 여전히 홋카이도의 어획량은 전국의 약 4분의 1을 기록하는 등 수산업은 홋카이도의 주요 산업 중 하나이다. 또 가리비나 게, 성게 등 수산물을 목적으로 하는 여행자도 있는 등 관광 산업에도 공헌을 하고 있다. 현재의 어획량은 네무로시가 도내에서는 구시로가 1990년까지 13년 연속 일본 1위의 어획량이었지만 최근들어 감소하고 있다.

### 제2차 산업
광산업
메이지 시대부터 고도 성장기(1960년대까지)에 걸쳐 이시카리 탄전(미카사시·우타시나이시·유바리시 등)과 구시로 탄전(구시로시·시라누카정·구시로정·아츠기시정 등)을 중심으로 석탄 산업이 번성했지만 차례로 폐산되었다. 현재는 일본 국내에서 유일한 갱내 채탄 사업이 구시로 탄전에서 실시되었으며, 해외 탄의 급등 영향으로 노천굴 채탄 사업이 이시카리 탄전 등에서 재개되었다.
쇼와에 들어서면서 고노마이 광산(몬베츠시)의 금의 산출량이 증가하여 전성기에는 「동양 제일의 금산」이라고 불리지만, 자원 고갈등을 이유로 1973년에 폐산하였고 또 도요바 광산(삿포로시 미나미구)도 일찌기 은·동·납·아연으로 일본 최대급의 산출량을 세어 희귀금속인 인듐의 산출량도 세계 제일이었지만, 2006년 광량 고갈로 인해 폐산되었다. 이토무카 광산(구 루베시베정, 현 기타미시)에서는 일찌기 양질의 수은을 산출해, 제2차 대전 중에 최전성기를 맞이했지만 1974년에 폐산되었다. 2011년 기준으로는 수은 함유 폐기물의 재활용을 실시하고 있다.
제조업
제조업은 식료품 생산의 비율이 높고, 제조품 출하액의 약 30%를 차지한다. 그 외 석유·석탄 제품, 철강 제품, 펄프·종이 제품이 많다. 도내 6개 권역안에서는 도오권이 출하액의 6할, 사업소수·종업원수의 5할을 차지한다. 시정촌별로는 도오권의 무로란시와 도마코마이시의 2시에서 합계 35%를 차지하고 이어서 삿포로시가 제3위(7.9%)를 차지한다. 4위인 구시로 시(4.1%)는 삿포로 시의 절반 이상을 차지한다.
홋카이도의 공업은 메이지 시대에 삿포로에서 1876년에 개척사 맥주 양조장, 하코다테에서 1896년 하코다테 선거 주식회사 조선, 구시로에서 1901년 마에다 제지, 무로란에서 1909년엔 제철소가 개업한 것이 시초이다. 현재 홋카이도의 식품 가공업은 삿포로시를 비롯해 각지에 산재하고 있다. 제지·펄프는 시로시, 도마코마이시에서 발달했다. 제철은 무로란시에, 또 석유화학 콤비나트가 도마코마이시, 무로란시에 있다. 사료비료 콤비나트가 구시로 시에 있다. 임공 공업도시로서 치토세시를 들 수 있다. 자동차 부품 제조도 토마코마이시에서 발달하고 있다.
건설업
메이지 이후의 홋카이도는 국책에 의한 개척과 개발이 적극적으로 행해져 건설업은 공공 사업에 크게 의존해 발전을 이루었다.현재도 홋카이도는 공공사업에 대한 의존도가 높아 홋카이도의 기간산업 중 하나이다. 그러나 최근에는 공공사업의 대폭적인 감소로 인해 건설업은 큰 어려움을 겪고 있다.
대규모 개발
도마코마이 동부 개발 계획(도마코마이 동부 지역), 이시카리만 신항 지역 개발 등 나라와 도가 일체가 된 대규모 개발이 진행되어 왔지만, 당초 상정하고 있던 기업 입지가 진행되지 않고 개발 주체인 제3 섹터의 경영파탄이나 계획의 재검토를 강요당하고 있다. 현재 재건회사가 사업을 인계 운영하고 있으며, 최근에는 삿포로권에 위치하는 지리적인 우위성으로 인해 이시카리만 신항지역 개발에서는 물류 관련, 재활용 관련 기업의 진출 등이 진행되고 있다.
산업계 특구
- 삿포로벤처 창출특구(삿포로시)
- IT비즈니스특구(이와미자와시)
- 항만물류특구(이시카리만신항)
- 기업 입지 촉진 특구(난포로정)
- 마린 프론티어 과학기술 연구특구(하코다테시)
- 구시로 시라누카 차세대 에너지특구(구시로시, 시라누카정)

### 제3차 산업
관광 관련 산업
해외로부터의 관광객이 증가하고 있는 현상이 나타나자 2011년도 이후, 방일 외국인 여행자의 수입 환경 정비와 관련되는 전략 거점·지방 거점이 관광청에 의해서 선정되고 있다. 홋카이도 내의 전략 거점은 삿포로, 하코다테, 노보리베츠 등 3곳, 지방 거점은 구시로 데시카가 1곳이다.
1972년 삿포로 올림픽 개최를 계기로 홋카이도 개발청을 중심으로 신치토세 공항과 철도의 정비가 진행되어 관광 산업이 크게 꽃을 피웠다. 여름에는 피서나 아웃도어 레저, 드라이브, 오토바이를 이용한 투어링, 겨울에는 스키, 그리고 1990년대부터는 스노우보드 등을 즐길 수 있으며, 일본 농업기지로서의 홋카이도라는 측면에서 명산 식품도 있고, 온천의 많고 다양함 때문에 매년 많은 관광객을 모으고 있다.또, 관광객등을 대상으로 소매업이나 운수업이 발달하고 있다.
그러나 최근에는 해외여행이 저렴하고 간편해지면서 홋카이도의 매력이 상대적으로 줄어들고 있다. 홋카이도척식은행 파산 이후 연쇄도산도 잇따르는 등 관광산업 경영상황이 썩 좋지 않다. 삿포로시는 바둑판 모양의 도시구조를 가지고 있으며 중심부에 도시공원과 TV탑을 갖춘다는 점에서 정령지정도시 중에서는 아이치현 나고야시와 도시계획으로서의 유사성이 지적되기도 한다. 도외로부터의 관광객수는 1997년부터 2011년에 걸쳐, 연간 600만명 전후로 거의 보합 추이하고 있지만, 이 사이에 외국인 관광객은 12만 명(1997년)에서 29만 명(2003년도)로 증가하고 있다. 특히 대만, 홍콩, 한국 등 3개 지역에서 단체손님 수가 크게 늘었다. 눈이 내리지 않는 대만과 홍콩 사람들에게 홋카이도는 가까우면서도 웅대한 자연과 온천을 즐길 수 있는 장소여서 매력으로 느껴지고 있다. 또 굿찬쵸에 있는 니세코 마운틴 리조트 그란히라프에는 2002년 무렵부터 오스트레일리아로부터의 스키·스노보드객이 급증하고 있다. 삿포로시, 아사히카와시, 구시로시 등 3개 시가 국토교통성의 국제회의 관광도시로 지정되어 몇 차례의 국제회의가 개최되고 있다. 2008년에는 홋카이도 도야호 서미트가 열렸다.
정보관련 산업
홋카이도에서는 과거에 대부분의 시정촌에 서점이 존재했지만, 2013년 시점에서 상설 서점이 존재하지 않는 홋카이도의 「무서점 자치체」는 전도 자치체의 약 3분의 1에 상당하는 60시정촌이 되었다. 홋카이도청은 「무서점 자치체」의 확대에 효과적인 브레이크를 걸지 못하고, 다카하시 하루미 미치마사의 아래에서 폐업 서점은 계속 증가해 2015년 11월의 시점에서 기모베쓰정, 모세우시정, 니시코베촌 등 도내 179시정촌 중 약 3할에 해당되는 47 시정촌으로 확대했다. 이 때문에 47개 지자체 주민은 잡지나 신간책 등을 구하러 인근 지자체의 서점으로 가야 하는 경우가 많으며 서점이 존재하지 않는 자치체는 전국에서 322시정촌으로, 신간을 취급하는 서점이 없는 현상이 되고 있어 홋카이도의 무서점 자치체는 전국의 무서점 자치체의 5분의 1 이상을 차지한다. 그 중 많은 부분이 소멸 가능성이 있는 도시로 꼽힌다. 최근 콜센터 입지에 삿포로시, 구시로시에 적극적인 제도 정비를 도모해 대규모 콜센터가 입지하고 있다. 한랭지라는 점에서 데이터센터의 최적지로 손꼽히고 있으며, 그 중에서도 이시카리시는 적극적인 유치를 추진하고 있다. 사쿠라 인터넷은 2010년에 이시카리시에 이시카리 데이터 센터 설치를 발표했다. 삿포로에는 대학 졸업생을 중심으로 한 컴퓨터 관련 벤처기업이 1980년대부터 지속적으로 생겨나고 있다. 이는 1976년에 홋카이도 대학 공학부의 아오키 요시나오 교수가 설립한 홋카이도 마이크로컴퓨터 연구회가 뿌리로 여겨진다. 이것에 관련한 기업은 주로 삿포로역 북쪽 출구 주변에 집적되어 있다. 2000년 무렵에는 '삿포로 밸리'라고도 불리며 지역산업 육성의 성공 사례로서 연구되고 있다. 이와 별도로 아쓰베쓰구 삿포로테크노파크에는 비유지 DMG모리정기 같은 삿포로발 기업뿐 아니라 후지쓰, 일본 아이비엠, 일본 유니시스 등 대기업 지점 등의 거점도 있다. 또 과거 허드슨, 넷드래곤웹소프트 등 게임회사도 창립됐다.

## 인구
홋카이도의 인구는 537만 7782명(2016년) 1월 1일, 국세조사)이며, 도도부현 단위로 전국 8위이다. 그러나 인구밀도는 가장 낮으며 이것이 지역의 특색이 되기도 한다.

홋카이도 지방자치단체의 인구증가율 분포도. 2005년도와 2010년도 국세조사에서 산출하였다.
증가
10.0 % 이상
7.5 - 10.0 %
5.0 - 7.5 %
2.5 - 5.0 %
0.0 - 2.5 %
감소
0.0 - 2.5 %
2.5 - 5.0 %
5.0 - 7.5 %
7.5 - 10.0 %
10.0 % 이상

|                                              | |
| 홋카이도의 전국의 연령별 인구 분포（2005년） | 홋카이도의 연령·남녀별 인구 분포（2005년）                                                                                |
| ■자주색 ― 홋카이도 ■녹색 ― 일본전국          | ■파랑색 ― 남자 ■빨간색 ― 여자                                                                                             |
| · 홋카이도의 인구추이                        | |
| 일본 총무성 통계국 국세조사 결과             | |
|                                              | 이 그래프는 더 이상 지원되지 않는 레거시 그래프 확장 기능을 사용하고 있습니다. 새로운 차트 확장 기능으로 변환해야 합니다. |

| 증가 10.0 % 이상 7.5 - 10.0 % 5.0 - 7.5 % 2.5 - 5.0 % 0.0 - 2.5 % | 감소 0.0 - 2.5 % 2.5 - 5.0 % 5.0 - 7.5 % 7.5 - 10.0 % 10.0 % 이상 |

| 연도    | 인구      | ±% p.a. |
| ------- | --------- | ------- |
| 1721    | 15,615    | —       |
| 1750    | 21,807    | +1.16%  |
| 1786    | 26,310    | +0.52%  |
| 1798    | 28,711    | +0.73%  |
| 1822    | 61,948    | +3.26%  |
| 1834    | 67,862    | +0.76%  |
| 1846    | 70,887    | +0.36%  |
| 1873    | 123,668   | +2.08%  |
| 1890    | 414,430   | +7.37%  |
| 1903    | 1,089,503 | +7.72%  |
| 1920    | 2,359,183 | +4.65%  |
| 1930    | 2,812,335 | +1.77%  |
| 1940    | 3,272,718 | +1.53%  |
| 1950    | 4,295,567 | +2.76%  |
| 1960    | 5,039,206 | +1.61%  |
| 1970    | 5,184,287 | +0.28%  |
| 1980    | 5,575,989 | +0.73%  |
| 1990    | 5,643,647 | +0.12%  |
| 2000    | 5,683,062 | +0.07%  |
| 2010    | 5,506,419 | −0.32%  |
| 2020    | 5,281,297 | −0.42%  |
| source: |           |         |

### 주요 도시
홋카이도는 다른 많은 도부현과 비교해서 주요 도시 지역에 인구가 편재하는 성격이 강하고, 특히 2011년 시점에서 --> 근년은 삿포로시에의 인구 집중이 현저하고, 도내의 다른 자치체를 크게 압도한다. 두 번째 인구 규모를 가진 아사히카와시조차 삿포로시 인구의 약 18%에 불과하다. 도내의 179의 자치체 중 정령지정도시는 삿포로시의 1시이며 중핵시는 아사히카와시와하코다테시의 2시에서 시행시 특례시는 존재하지 않는다.
인구의 도시 집중은 다른 시정촌의 인구 밀도가 더 낮다는 것을 의미한다. 가옥의 밀도가 현저하게 낮고 대구획에서 거의 무인의 밭지와 목초지가 펼쳐진 대지를 어디까지나 계속되는 직선 도로가 끊어져 가는 경관은 인구 밀도의 낮음으로 홋카이도에 이은 토호쿠 지방에서도 볼 수 없는 홋카이도만의 독특한 것이다.

## 민족
홋카이도에 거주하던 민족으로는 아이누족이 있다. 이들은 일본 본토 사람들과 비교해 월등히 체격이 좋고 체모가 많으며, 눈이 깊고 콧대가 선명한 외모 때문에 코카소이드로 인식되었으나 최근의 형질인류학적 연구 결과에 따르면 고몽골로이드로 보는 것이 정설이다. 중세 이래로 일본으로부터 많은 일본인이 홋카이도에 건너와 살았으며, 에도 시대에는 일본인들이 어업 경영자와 임노동자로 대거 유입되었다. 메이지 시대에 들어서 개척 농민, 둔전병 등의 형태로 일본인이 많이 들어와 현재는 일본인이 민족구성의 거의 대부분을 차지한다.
아이누 이외에도 홋카이도에는 윌타인, 니브흐인, 오로치인, 러시아인, 타타르인, 바시키르인, 모르도바인도 살고 있다.

## 교육
홋카이도에는 37개의 대학(7개의 국립 대학, 5개의 공립 대학, 25개의 사립 대학)과 34개의 단기 대학, 5개의 고등전문학교가 있다. 홋카이도의 국립 대학은 다음과 같다.
- 홋카이도 대학
- 홋카이도 교육대학
- 무로란 공업대학
- 오타루 상과대학
- 오비히로 축산대학
- 아사히카와 의료대학(일본어판)
- 기타미 공업대학(일본어판)

## 교통

### 도로

#### 고속도로
- 도오 자동차도
- 도토 자동차도
- 삿손 자동차도

#### 국도
- 국도 제5호선
- 국도 제12호선
- 국도 제36호선
- 국도 제37호선
- 국도 제38호선
- 국도 제39호선
- 국도 제40호선
- 국도 제274호선
- 국도 제338호선

#### 철도
- 상세 사항: 홋카이도 여객철도 문서 참조.

#### 항공
- 신치토세 공항
- 오비히로 공항
- 삿포로 비행장
- 아사히카와 공항
- 구시로 공항
- 하코다테 공항

#### 기타
그 외의 교통은 선박, 버스 등이 지역에 따라 다르게 배치되며, 홋카이도도라는 지방도도 존재한다.

## 관광
- 리시리도(利尻島)
- 시레토코(知床)
- 아칸호(阿寒湖)
- 굿샤로호(屈斜路湖)
- 마슈호(摩周湖)
- 도카치강(十勝川)
- 탕의 강(湯の川)
- 도야호(洞爺湖)
- 조잔케(定山溪)
- 시코쓰호(支笏湖)
- 비에이(美瑛)
- 소운쿄(層雲峽)

## 스포츠
삿포로에서는 1972년 동계 올림픽이 열렸다. 홋카이도에는 이하의 스포츠팀들이 있다.
- 축구 : 콘사도레 삿포로(삿포로시)
- 야구 : 홋카이도 닛폰햄 파이터스(삿포로시)

## 도민 영예상 수상자

#### 영예를 가진 분
※1978년~1992년 수상자 도청 홈페이지 불기재
1. 아베 마사시 (1993년 4월)
2. 하라다 마사히코 (1993년 4월)
3. 호리이 마나부 (1994년 4월)
4. 오카베 타카노부 (1994년 5월)
5. 가사이 노리아키 (1994년 5월)
6. 시미즈 히로야스 (1995년 5월)
7. 요다 기모토 (1995년 5월)
8. 무로즈카 카즈야 (1996년 9월)
9. 요네자와 마사코 (1996년 9월)
10. 다나카 마사미 (2000년 8월)
11. 야마시타 케이고 (2000년 10월)
12. 우에노 마사에(2001년 9월)
13. 우에노 요시에 (2003년 12월)
14. 나이토 다이스케(2007년 11월)
15. 가토 다이라 (2009년 4월)
16. 곤 유키코 (2012년 10월)
17. 시무라 아키코 (2012년 10월)
18. 타카나시 사라 (2013년 4월)
19. 나가하라와카나 (2018년 12월)
20. 마츠모토 마유 (2018년 12월)
21. 고바야시 료유 (2019년 4월)

#### 영예상
1. 와카마츠 츠토무 (1981년 1월)
2. 기타노미 도시미츠 (1981년 8월)
3. 홋카이도 대학 히말라야 원정대(1983년 2월)
4. 기타자와 요시히로 (1984년 3월)
5. 하시모토 세이코 (1985년 7월)
6. 고바야시 고이치 (1986년 1월)
7. 치요노후지미츠 (1987년 8월)
8. 기타지마 사부로 (1991년 8월)
9. 모리 마모루 (1991년 8월)
10. 아베 마사시 (1994년 5월)
11. 에모토 유코 (1996년 8월)
12. 시미즈 히로야스(1998년 4월)
13. 구와바라 아케미 (1998년 4월)
14. 타케다 유타카 (1998년 4월)
15. 오카자키 토모미 (1998년 4월)
16. 사토야 다에 (1988년 4월)
17. 사이토 히로야 (1998년 4월)
18. 오카베 다카노부(1998년 4월)
19. 하라다 마사히코 (1998년 4월)
20. 후나키 가즈요시 (1998년 4월)
21. 시노하라 히로키 (1998년 5월)
22. 아히코 사토루 (1998년 5월)
23. 다이호 고키 (2000년 8월)
24. 요네자와 마사코 (2000년 11월)
25. 다나카 마사미 (2000년 11월)
26. 에이카 나오키(2000년 12월)
27. 우에노 마사에(2003년 12월)
28. 다나베 치카라(2004년 9월)
29. 고마자와 대학 부속 도마코마이 고등학교 야구부 (2004년 9월)
30. 이소자키 나오미 (2006년 11월)
31. 홋카이도 닛폰햄 파이터스(2008년 11월)
32. 사카모토 코키 (2010년 9월)
33. 다카히라 신지(2010년 9월)
34. 사토 히사카 ( 2010년 9월 )
35. 후지타 유키(2010년 10월)
36. 호즈미 마사코 (2012년 3월)
37. 다바타 마키 (2012년 3월)
38. 나가시마 케이이치로 (2012년 4월)
39. 이토 센코 (2012년 4월)
40. 나가세 미츠루 (2012년 4월)
41. 스도 사토루 (2012년 4월)
42. 가노 료 (2012년 6월)
43. 우에노 요시에 (2012년 10월)
44. 야마시타 케이고 (2013년 2월)
45. 구마가이 사키 (2013년 7월)
46. 다카세 마나미(2014년 1월)
47. 미우라 유이치로 (2015년 9월)
48. 시미즈 레이류비 (2016년 3월)
49. 이토 다이키 (2016년 3월)
50. 가사이 노리아키 (2016년 3월)
51. 구보츠네조우(2016년 5월)
52. 다케우치 치카 (2016년 10월)
53. 곤 유키코(2016년 10월)
54. 시무라 아키코 (2016년 10월)
55. 야마베 가나에 (2016년 9월)
56. 이케자키 다이스케 (2016년 10월)
57. 쓰지 사에 (2017년 1월)
58. 니와 타카키 (2017년 6월)
59. 나가하라 마나미 (2017년 11월)
60. 다카기 미호 (2018년 5월)
61. 타카기 나나 (2018년 5월)
62. 사토 아야노 (2018년 5월)
63. 다카나시 사라 (2018년 11월)
64. 모토하시 마리 (2018년 11월)
65. 요시다 유리카 (2018년 11월)
66. 스즈키 유코 (2018년 11월)
67. 요시다 치나미 (2018년 11월)
68. 후지사와 이쓰키 (2018년 11월)
69. 나가하라 와카나 (2019년 10월)
70. 마쓰모토 마유 (2019년 10월)

## 자매 지역
| 국가     | 지역         | 지역   |
| -------- | ------------ | ------ |
| 대한민국 | 경상남도     | 2006년 |
| 대한민국 | 부산광역시   | 2005년 |
| 러시아   | 사할린주     | 1998년 |
| 캐나다   | 앨버타주     | 1980년 |
| 중국     | 헤이룽장성   | 1980년 |
| 미국     | 매사추세츠주 | 1988년 |

## 같이 보기
- 굿차로호
- 아이누모시리 독립운동(아이누 공화국)
- 쿠릴 열도 분쟁
- 류큐 독립운동(류큐 공화국)